# Xã Jefferson, Quận Dubuque, Iowa
Xã Jefferson (tiếng Anh: Jefferson Township) là một xã thuộc quận Dubuque, tiểu bang Iowa, Hoa Kỳ. Năm 2010, dân số của xã này là 1.278 người.